# Crotaphatrema tchabalmbaboensis
Crotaphatrema tchabalmbaboensis är en groddjursart som beskrevs av Lawson 2000. Crotaphatrema tchabalmbaboensis ingår i släktet Crotaphatrema och familjen Caeciliidae. IUCN kategoriserar arten globalt som otillräckligt studerad. Inga underarter finns listade i Catalogue of Life.